# Missionários Servos dos Pobres
Missionários Servos dos Pobres (Congregatio Missionariorum Servorum Pauperum - Palermo 1887) é um Instituto Clerical de direito pontifício, composto de Religiosos, Clérigos e Coadjutores, com a finalidade de promover a santificação de seus membros e de edificar a Caridade, como ministério sagrado e em nome da Igreja.
Os Missionários Servos dos Pobres são continuadores da missão de seu fundador, o Beato Giacomo Cusmano. Com carisma operoso, alegre e dinâmico, veem na pessoa do Pobre a imagem de Cristo sofredor, trabalhando pela promoção de sua dignidade humana e cristã. Trabalho, oração, apostolado, estudo, lazer e vida fraterna e comunitária, sob o lema da "Caridade sem limites", constituem as bases de sua formação e missão.

## A Congregação dos Missionários Servos dos Pobres
O principal ministério ao qual são chamados os Missionários Servos dos Pobres é a evangelização e a promoção humana dos Pobres, iniciando por aqueles acolhidos nas Obras da Congregação. A sua atividade apostólica compreende as missões populares, segundo o espírito e o exemplo de São Vicente de Paulo e do Fundador. Tanto os Sacerdotes como os Coadjutores atendem também aos ministérios temporais ao serviço dos Pobres. Sendo que as maiores necessidades encontram-se nos países de missão, a Congregação faz seu o desejo não concretizado do Fundador da evangelização dos povos.
Lembrados de que os Pobres representam Jesus Cristo e de que deles são servos, os Missionários, formados àquele espírito de abnegação e de sacrifício que se encerra no título de “Servos dos Pobres”, compartilhem sua vida, pospondo-se a eles e fazendo com que àqueles que vivem nas Obras da Congregação não falte o necessário que eles têm.
Lembrem-se, enfim, segundo o ensinamento do Fundador, que a sua missão é dirigida também aos ricos, para que estes, aproximando-se dos Pobres, possam alcançar as graças do Senhor e a salvação eterna.

## A Família Cusmaniana
O Beato Giácomo Cusmano nasceu em Palermo, na Sicília (Itália) aos 15 de março de 1834 e faleceu aos 14 de março de 1888 na mesma cidade. Ele viveu heroicamente a "Caridade sem limites" como médico e, posteriormente, sacerdote, sendo proclamado Bem Aventurado por São João Paulo II, aos 30 de outubro de 1983.
Além da Congregação dos Missionários Servos dos Pobres, que é o ramo masculino da obra cusmaniana e compreende os Irmãos Coadjutores e os Sacerdotes, a família religiosa por ele fundada compreende também a Associação Giácomo Cusmano, ramo laical da Obra do Bocado do Pobre, e as Irmãs Servas dos Pobres, que é o ramo feminino.
Os Missionários Servos dos Pobres encontram-se presentes em vários países do globo: Itália, que foi o berço da obra cusmaniana, México, República Democrática do Congo, Uganda, Filipinas, Índia e Brasil. No Brasil os Servos dos Pobres trabalham em Curitiba - PR (Paróquia São José Trabalhador e São Marcos), em Joaçaba - SC (Seminário Missionários Servos dos Pobres e Paróquia São José), em Igarapé - MG (Paróquia Santo Antônio) e em Nova Brasilândia - MT (Paróquia Nossa Senhora das Dores).